# Teresa Batista cansada de guerra
Teresa Batista cansada de guerra  (título original: Tereza Batista Cansada de Guerra) es un libro del escritor brasileño Jorge Amado, miembro de la Academia Brasileña de Letras.

## Historia
La novela salió publicada por primera vez en Brasil en 1972 y con su primera traducción en castellano fue hecha por el Editorial Losada de Buenos Aires en 1973. En 1976 recibió el Premio Lila, de Italia. Se trata del mayor best-seller de la historia literaria brasileña ya que se convirtió en la novela más vendida de Brasil, superando inclusive a Doña Flor y sus dos maridos. Las xilografías de Calasanz Neto que ilustraban el original son las mismas en la edición en castellano.
La novela dio lugar a una obra de teatro y una serie de televisión.

## Argumento
La historia transcurre en la ciudad de Bahía.
Narra la historia de Teresa Batista, una niña mulata de trece años, "comprada" o "secuestrada" por "El Capitán", el coronel Justiniano Duarte da Rosa, para ser su esclava sexual. Pero ella está enamorada de Januario, un sertanejo del Nordeste que se convierte en marinero, a quien espera durante todo el libro para finalmente reencontrarlo y escapar de su amargo destino.
El libro tiene escenas muy crudas de tortura, asesinatos, violaciones y violencia sexual.

## Descripción
La novela está dividida en cinco partes formadas por capítulos con la particularidad de que uno de los capítulos parece escrito por un narrador diferente que da una visión distinta del personaje central, Teresa Batista. La historia de Tereza Batista es la historia del pueblo brasileño. Hay distintas versiones según quien sea el narrador. Los personajes son por momentos surrealistas. Se trata de una supuesta historia oral transmitida por los distintos narradores. Aparecen elementos medievales que fueron llevados a la cultura popular afrobrasiñeña a través de los trovadores medievales. Incluso aparece una figura fabulosa contada por el sujeto enunciador, los hombres lobo, que también forman parte del imaginario afrobahiano.